# Ubisoft Belgrade
Ubisoft Belgrade is een Servisch computerspelontwikkelaar gevestigd in Belgrado. Het bedrijf werd in 2016 opgericht fungeert als dochteronderneming van Ubisoft. De studio focust zich op de ontwikkeling van pc-spellen.

## Ontwikkelde spellen
| Release | Titel                              | Platform                         |
| ------- | ---------------------------------- | -------------------------------- |
| 2017    | Tom Clancy's Ghost Recon Wildlands | PlayStation 4, Windows, Xbox One |